# Penal de El Dueso
El penal de El Dueso es un centro penitenciario de España ubicado en terrenos situados en la localidad de El Dueso, perteneciente al municipio cántabro de Santoña, junto al monte Buciero. La construcción se inició en 1907, levantando una serie de edificios que en principio acogerían a los penados de los presidios de África y a los procedentes de la vieja prisión de la Dársena.
Una vez inaugurado, el penal tuvo un destacado papel durante la guerra civil española y la dictadura franquista, acogiendo presos a destacados políticos, militares y personajes públicos. En la actualidad es un penal para presos comunes. Desde el cierre en 2009 de la Prisión Provincial de Santander, sustituida por el actual Centro de Inserción Social José Hierro, la de El Dueso es la única cárcel que existe en Cantabria.

## Historia

### Construcción
La cárcel está construida sobre los terrenos en los que se hallaba a principios del siglo XIX el fuerte llamado Imperial o de Napoleón. Su nombre se debía a haber sido construido por las tropas napoleónicas, ocupantes de la plaza. A principios del siglo XX estos terrenos pertenecían al Ministerio de la Guerra y eran conocidos como fuerte y plaza de armas de El Dueso.
En 1904, el Gobierno español tuvo que buscar alojamiento para los internos de los presidios de África. Hubo varias propuestas, todas ellas rechazadas, pues ninguna provincia de la península quería recibirlos. Fueron unos meses de gran tensión política por este tema de difícil solución, hasta que en junio de 1906 el teniente de alcalde del Ayuntamiento de Santoña, Bernardino Sancifrián, en nombre del alcalde Manuel Ramón Palmas que se encontraba ausente, sugirió al Gobierno que el traslado podía hacerse a unos terrenos que había en Santoña y que pertenecían al Ministerio de la Guerra. Dichos terrenos eran conocidos como plaza de armas de El Dueso y estaban situados en este mismo barrio, lindando con la playa de Berria.
El Ayuntamiento aprovechaba así la ocasión de deshacerse de la vieja prisión aflictiva situada en la dársena del puerto, en pleno casco urbano, insalubre y hacinada. La desaparición de esta prisión era condición inexcusable para la conformidad municipal. Las otras dos condiciones expuestas por el Ayuntamiento fueron: construcción de una carretera que atravesara la zona de la marisma y la traída de agua potable al pueblo. Una vez terminada la construcción del nuevo penal, ninguna de las tres propuestas firmadas y ratificadas fueron ejecutadas.
El 15 de febrero de 1907, el Ministerio de Gracia y Justicia junto con el Ministerio de la Guerra crearon una Comisión Mixta al frente de la cual estaba Ángel Rendueles, director general de Prisiones, Rafael Salillas, director de la Prisión Celular de Madrid, y Lorenzo de la Tejera, comandante de Ingenieros. Esta comisión se desplazó al lugar para estudiar y decidir si el sitio era en efecto bueno para la nueva penitenciaría. El resultado de la investigación fue positivo, considerándose óptimo para instalar un penal en el que pudiera ensayarse el nuevo sistema penitenciario progresivo de Crofton. El 6 de mayo de ese mismo año se publicó un Real Decreto que suprimía los presidios africanos y creaba la Colonia Penitenciaria del Dueso en la ubicación seleccionada. El original proyecto inicial fue obra de Manuel Arroyo Hernández.

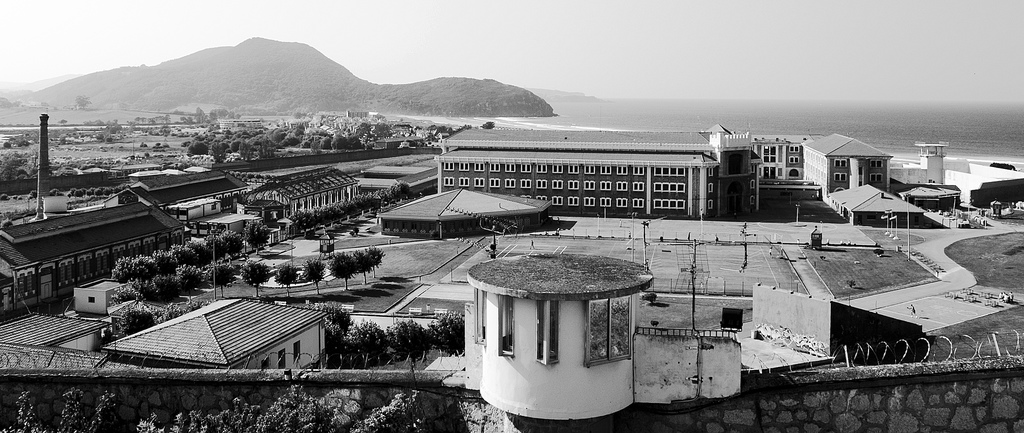
Vista del penal en 2007, con el mar Cantábrico al fondo.

Primero se hicieron obras de rehabilitación en los edificios militares que ya existían, para alojar de manera provisional a los presos elegidos para trabajar en la construcción del nuevo edificio del penal, que empezaron a llegar en diciembre de 1907. Se aprovecharon para la edificación las piedras de la muralla que tenía la ciudad y que formaba parte del sistema defensivo junto con los fuertes de San Martín y San Carlos.

### Guerra civil española
Desde el 25 de agosto de 1937 el penal fue habilitado por las tropas italianas como campo de concentración para acoger a detenidos republicanos, llegando a albergar a más de tres mil prisioneros. Entre el 4 y el 7 de septiembre los soldados de Mussolini fueron obligados a ceder el control del campo a las tropas de Franco (incumpliendo así el llamado Pacto de Santoña), y muchos reclusos pidieron por escrito, sin éxito, permanecer bajo el amparo del CTV; un coronel italiano relató: «alguno rogaba llorando que no fuera abandonado». Inmediatamente tras la llegada de las autoridades franquistas comenzaron los malos tratos y empeoraron las condiciones de vida. Solo ese mismo otoño, el tribunal militar instalado allí dictó 510 sentencias de muerte, muchas de las cuales se ejecutaron en la vecina playa de Berria. También se produjeron "sacas representativas": se elegía de forma aleatoria a personas de diferentes ideologías (nacionalistas, republicanos moderados, izquierdistas...) para asesinarlos; hasta se les negaba la asistencia religiosa en los últimos momentos, según testimonió un sacerdote vasco. Las represalias ante actos de indisciplina eran desmesuradas: en una ocasión, como respuesta a una cacerolada de protesta por el apaleamiento de un compañero, se masacró a 42 prisioneros (seleccionados también de forma aleatoria).
Mantuvo este uso como recinto concentracionario hasta el 4 de agosto de 1938 en que definitivamente pasó a depender de la Dirección General de Prisiones.

### Presos ilustres
A lo largo de su historia, numerosos personajes públicos y protagonistas de la historia de España han pasado o han cumplido penas de cárcel en el Dueso. Este ha sido el caso de Eleuterio Sánchez "El Lute", el general Sanjurjo (condenado tras su fallido golpe de Estado en 1932), los dramaturgos Cipriano Rivas Cherif y Antonio Buero Vallejo, o el líder socialista Ramón Rubial. Otro de los presos destacados fue Rafael Escobedo, único condenado por el crimen de los Marqueses de Urquijo, que se suicidó en su celda del Dueso en 1988. También Simón Sánchez Montero, dirigente del Partido Comunista de España.

## El centro penitenciario en la actualidad
A 30 de mayo de 2014, la población reclusa en el centro penitenciario de El Dueso era de 639 internos y el número de celdas (complementarias y auxiliares) era de 462. En dicha fecha, el 96,6 % de los internos eran hombres y el 3,4 % mujeres, y el porcentaje de población reclusa extranjera era del 19,9 %.
El número de funcionarios de prisiones destinados en el centro en 2013 ascendía a 300 personas.
En 2022 se inició a cabo una reforma integral del centro penitenciario con una inversión de 16,5 millones de euros y que finalizaría en 2025. Las obras del complejo histórico tenían como objetivo mejorar el funcionamiento general del centro, reformando los espacios y las instalaciones existentes ya obsoletas, a la vez que se mantenía y resaltaban los elementos destacados de una arquitectura de principios del siglo XX.

### Relación con el parque natural
El penal se encuentra en el interior de las marismas de Santoña y el parque natural de las Marismas de Santoña, Victoria y Joyel, situados al pie del monte Buciero. Aprovechando su emplazamiento, SEO/Birdlife viene desarrollando un proyecto para llevar a cabo actividades de sensibilización y formación ambiental con los internos del penal, entre los que destacan un censo de espátula común o paseos ornitológicos, entre otros. Este proyecto ha recibido el Premio Europeo de la Organización Mundial de la Salud a las Buenas Prácticas de Salud Penitenciaria en 2005.